# Clair (nummer)
Clair is een van de populairste liederen van de Ierse zanger Gilbert O'Sullivan, opgenomen in 1972.
Het is een liefdeslied van een babysitter ("Uncle Ray" - de echte voornaam van de zanger) voor de kleine Clair. De zanger geeft uiting aan wederzijdse gevoelens van affectie die, naar zijn mening, bij het verschil in leeftijd niet op hun plaats zijn. 
Clair bestond echt: ze was het driejarige dochtertje van Gordon Mills, de manager van Gilbert O'Sullivan. Clairs vader werkte, als manager, mee aan de opname en haar moeder hielp mee met de compositie. Clair werkte ook zelf aan de opname mee, aan het einde is haar gegiechel te horen. Ze zou later zeggen dat ze zich de opname nog wel kon herinneren.
Het lied begint met het gefluit van O'Sullivan. Het instrumentale deel halverwege het lied moduleert van A naar Bes en terug naar A.
Clair staat ook op Gilberts album Back to Front uit 1972.
Meestal wordt de naam Clair geschreven als Clare of Claire. Clair Mills was echter zonder 'e'. Door dit liedje van Gilbert O'Sullivan steeg de populariteit van de meisjesnaam 'Clair'.

## NPO Radio 2 Top 2000
| Nummer met noteringen in de NPO Radio 2 Top 2000 | '99  | '00  | '01 | '02  | '03  | '04  | '05  | '06  | '07 | '08  |
| ------------------------------------------------ | ---- | ---- | --- | ---- | ---- | ---- | ---- | ---- | --- | ---- |
| Clair                                            | 1439 | 1485 | 601 | 1746 | 1846 | 1675 | 1415 | 1583 | -   | 1808 |

1. ↑  Een '-' betekent dat het nummer niet was genoteerd en een vetgedrukt getal geeft de hoogste notering aan.
2. ↑  Deze tabel is bijgewerkt tot en met de laatste editie (2024).